# Bernadette Ségol
Bernadette Ségol (Luzech, 1949) is een voormalige Franse syndicaliste.

## Levensloop
Ze werd geboren te Luzech en studeerde filosofie aan de Universiteit van Toulouse alwaar ze afstudeerde in 1972. Twee jaar later werd ze aangeworven bij de Internationale Vakbondsfederatie voor Textiel, Kleding en Leder, als assistente van de algemeen secretaris. Ze zou deze functie blijven uitoefenen tot 1985. 
In dat jaar werd ze aangesteld tot directeur van Euro-FIET. Deze functie blijft ze uitoefenen tot aan de fusie van de Internationale Federatie van Bedienden,  Technici en Kaderleden (FIET), Internationale Federatie van Post en Telecom (IC), Media Entertainment International (MEI) en Internationale Federatie van de Grafische sector (FGI) tot UNI Wereldvakbond. In 2000 werd ze verkozen tot algemeen secretaris van de Europese tak van deze internationale vakbond, UNI-Europa. 
Deze functie oefende ze uit tot haar aanstelling in 2011 tot als algemeen secretaris van het Europees Verbond van Vakverenigingen (EVV) tijdens het 12de congres te Warschau. Bij deze Europese vakbondsfederatie was ze reeds lid van het uitvoerend comité sinds 1985. In 2015 werd ze in deze hoedanigheid opgevolgd door Luca Visentini.
Gerelateerde onderwerpen: Vakbond · Vakcentrale · Syndicalisme · Sociale zekerheid · Arbeid · Werkloosheid